# いけいけ!!スワローズ
『いけいけ!!スワローズ』は、 1989年秋から1990年代前半ごろまで芳文社の『まんがスポーツ』で連載されていた河合じゅんじの漫画である。単行本は1991年に、まんがスポーツ1989年10月号から1991年6月号連載分を収録した1巻が「MANGA TIME COMICS」レーベルで発売されたが、2巻以降は発売されていない。

## 概要
ヤクルトスワローズの監督、選手を中心に描くギャグ漫画。
スターシステムを応用している漫画で、『かっとばせ!キヨハラくん』『ベロベロベースボール』等に登場していた野球選手のキャラと同じキャラクターでこの漫画に登場している野球選手が殆どである。ただし作品同士はパラレルな世界観であり、作品同士の繋がりは全く無い（キヨハラ、モリ監督等、一部別のキャラクターに作り変えられている者もいる）。
なお、このマンガでは日本人選手がカタカナ表記、外国籍選手がひらがな表記になっている。
また、この作品では『まんがスポーツ』掲載作品で唯一、台詞にふりがなを付けていた。

## 主な登場人物

### ヤクルトスワローズ

#### 選手
イケヤマ（池山隆寛）
別名「ブンブン丸」。ヤクルト百三振トリオの一人。極度の目立ちたがり屋。落ち着きが無い性格。
背番号は36。
ヒロサワ（広澤克実）
ヤクルトの4番打者。百三振トリオの一人。特技はアツミキヨシ演じる寅さんと、中日のナカムラの物真似。
背番号は8。
ナガシマカズシゲ（長嶋一茂）
偉大な男を父を持つも、成績は半人前。この漫画一番の大ボケ役。唯一三塁線・ベースよりの処理に関しては何故か上手い。
背番号は3。
ナイトー（内藤尚行）
別名「ギャオス・ナイトー」。大きな顔が特徴。試合中は常に「ギャオース!」と吠えている。うまい棒ソース味・カレー味が好き。
背番号は24。
カワサキ（川崎憲次郎）
ごつい顔の19歳。同じ投手仲間でナイトーと仲が良い。
背番号は17。
クリヤマ（栗山英樹）
ヤクルトの良心。数少ない真面目キャラだったが、メニエール病のため、1990年引退。引退後はてれび朝日のキャスターに。
背番号は4。
ぱりっしゅ（ラリー・パリッシュ）
百三振トリオの一人。ワニの肉が大好物。1990年、阪神に移籍するが、ノムラにクビにされた腹いせに復讐を企んだ。同年現役引退。
背番号15（ヤクルト）→45（阪神）。
ワカマツ（若松勉）
1989年限りで引退した選手、ヒロサワ、イケヤマに後継者になってもらいたいと願っている。
背番号は1。
アライ（荒井幸雄）
ヤクルトの外野手、ぐるぐるほっぺと分厚い唇、小柄な体型が特徴の2番打者。「足が短いや」とノムラ監督に言われたショックで泣いてしまう。
背番号は10。
スギウラ（杉浦享）
ヤクルトの外野手。人の心を和ませる癒し系キャラ。1993年現役引退。
背番号は9。
はどらー（レックス・ハドラー）
ヤクルトの助っ人でミミズを食べる。阪神甲子園球場で阪神の声援を静めるためミミズを食べた。1993年で解雇。
背番号は49。
ヤエガシユキオ（八重樫幸雄）
ヤクルトのベテラン捕手、選手が喧嘩を沈めるキャラで1993年で引退、送別試合で涙を流した。
背番号は28

#### 監督・コーチ陣
ノムラ監督（野村克也）
1990年就任。暗い性格でグラウンドに穴を掘っては、中で独り言を呟いている。この漫画における事実上の主役。
背番号は73。
セキネ監督（関根潤三）
前ヤクルトの監督。お茶が似合う好々爺。弱小ヤクルトを象徴するような人物。1989年退任。
背番号は83。
タカバタケコーチ（高畠康真）
ノムラの茶飲み相手だったが、「監督は昔と変わってしまった」と言い残し、1991年退団。その後はダイエーのコーチに。
背番号83（ヤクルト）→87（ダイエー）。
マルヤマコーチ（丸山完二）
1991年、ヘッドコーチに昇格。しかし、それと同時に新しいノムラの茶飲み相手に指名されてしまった。
背番号は80。
ドバシ（土橋正幸）
セキネの前のヤクルトの監督。通称「江戸っ子べらんめぇ監督」。気が短く、顔がでかい。
退団してから3年経った今も、チームの事情を誰よりも1番に心配している。よくヤクルトのキャンプに顔を出す事が多い。

### その他の主な登場人物
フジタ監督（藤田元司）
巨人の監督。セキネ監督とは良好な関係だったが、ノムラ監督とはいがみ合う関係に。
背番号は73。
ホシノ監督（星野仙一）
中日の熱血監督。短気、わがまま、暴力的、自己中心的な凶暴性の強い男。
背番号は77。
スドー監督（須藤豊）
横浜大洋の監督。鉄拳教育で若手を指導している。明るくてお茶目な性格。スキンシップが好き。
背番号は78。
ナカムラ監督（中村勝広）
阪神の監督。カワトーのキャラクターに隠れている為、目立たない。ノムラにミスター・スポックみたいな髪型だと馬鹿にされた。
背番号は71。
カワトーコーチ（川藤幸三）
阪神のコーチ。浪速の春団治。「吐くまで食え！」が口癖。監督以上にいつもでしゃばっている感がある。
背番号は77。
タブチ監督（田淵幸一）
ダイエーの監督。基本的に明るくて、お調子者。タカバタケのダイエー移籍に関して、ノムラに「ドロボーネコ」と言われた。
背番号は81。
ネモト監督（根本陸夫）
ダイエーの監督。かつては西武の黄金期を支えた裏方、勝手にトレード計画をたてた。
背番号は81。
キヨハラ（清原和博）
西武の4番。かっとばせ!キヨハラくんの主人公とはイラストが違う。どっか抜けていて、オジン臭い。イケヤマと仲良し。
背番号は3。
ナガシマシゲオ（長嶋茂雄）
通称、ミスタープロ野球。プロ野球界のスーパースター。だが、息子に対しては極端に甘い所がある。
オーサト審判（大里晴信）
1990年開幕戦に置いて、シノヅカが打ったファウルをホームランと判定した審判。この事件が切っ掛けでこの年限りで、審判を引退。
この事件以降、ノムラから極端に恨まれる様になった。ノムラは「自分は不幸」と愚痴り始めると、事ある事にこの話題を口にする様になった。
袖番号は5。